# Aktuell Hållbarhet
Aktuell Hållbarhet ges ut av Bonnier Business Media och är Sveriges största oberoende tidning om miljö- och klimatfrågor samt hållbar utveckling.

## Om tidningen
Aktuell Hållbarhet ges ut sedan april 2016. Tidningen bildades sedan Bonnier Business Media under 2014-2015 förvärvade Miljöaktuellt och Miljörapporten. Aktuell Hållbarhet bildades genom en sammanslagning av de två titlarna.
Tidningen beskriver sig själv som Nordens största och ledande mediet inom miljö, hållbarhet och Corporate social responsibility (CSR), och erbjuder vid sidan om sin journalistiska verksamhet konferenser och utbildningar för professionellt verksamma inom hållbarhetsområdet. Tidningen behandlar framför allt ämnena hållbar utveckling, miljö och klimat, men även sociala frågor som mångfald, jämställdhet, skatteflykt och brott mot mänskliga rättigheter behandlas i tidningen. Tidningen publicerar bland annat årligen olika rankningar ur hållbarhetshänseende, till exempel De 101 mäktigaste i hållbarhetssverige och Sveriges bästa energikommuner. Under 2018 hade Aktuell Hållbarhet 25 000 läsare.

### Chefredaktörer
- 2016-2021 – Mikael Salo[1]
- 2021-nuvarande – Ylva Bergman[8]